# BMW R 1100 RS
La R 1100 RS est un modèle de motocyclette du constructeur bavarois BMW.
Elle utilise un moteur à injection de 1 085 cm³ développant 80 ch dans ses versions R et GS, 90 ch dans ses versions RS et RT et 98 ch dans sa version S.
La R 1100 RS est la première moto de la nouvelle gamme BMW de 1993. Elle inaugure un nouveau moteur boxer de 1085cm3, un nouveau cadre (moteur porteur), une nouvelle fourche (telelever à amortisseur avant à la place de la traditionnelle fourche télescopique) mais conserve le paralever à l'arrière.